# Turturești, Neamț
Turturești este un sat în comuna Girov din județul Neamț, Moldova, România.

## Obiective turistice
- Podul medieval din Turturești - pod din zidărie de piatră construit în secolul al XV-lea; monument istoric
- Biserica de lemn din Turturești

 Acest articol despre o localitate din județul Neamț este deocamdată un ciot. Puteți ajuta Wikipedia prin completarea lui.